# 시효
시효(時效, 독일어: Verjährung, 영어: statute of limitations)는 일정한 사실상태가 일정한 기간 계속했을 때 그것이 진실한 권리관계에 합치하느냐 않느냐를 불문하고 법률상 사실상태를 그대로 존중하여 법률상 일정한 효과, 즉 법률효과를 생기게 하는 법률 요건이다. 시효에는 민법상 취득시효·소멸시효와 형사소송법상 공소시효가 있다. 취득시효는 어느 자에 대해 권리자인 것 같은 사실 상태가 일정한 기간(시효기간) 계속했을 때 그 자가 처음부터 권리자였다고 인정하는 제도이고 소멸시효는 어느 자에 대해 채무를 지지 않은 것 같은 사실상태가 시효기간만 계속했을 때, 그 자가 처음부터 채무를 부담하지 않았다고 인정하는 제도이다. 시효제도가 설정된 이유에는 법적 안정의 이유, 채증(採證)상의 이유, 권리를 스스로 행사하지 않는 자는 보호하지 않는다고 하는 이유가 있다. 시효기간이 만료되면 시효가 성립되지만 법원은 당사자의 원용(援用)이 없으면 이를 고려하여 재판할 수가 없다.

## 소급효
완성으로 권리를 취득하거나 상실하는 것은 시효기간이 만료한 때이지만, 그 효과는 시효기간의 개시시(開始時), 즉 그 기산일에 소급한다(167조, 247조). 시효는 시효기간 중 평온하게 계속된 사실관계에 기하는 것이므로 그 효력을 기산일에 소급시켜도 법률관계를 혼란시킬 우려는 없고, 오히려 시효기간 중 계속된 사실관계를 보호하려는 시효제도의 취지로 보아 소급효를 인정하는 것이 당연하다. 시효의 소급효의 결과, ① 취득시효에서는 시효기간중의 과실은 시효에 의하여 권리를 취득하는 자에게 귀속한다. 소멸시효에서는 소멸시효에 의하여 채무를 면하게 되는 자는 시효기간 중의 이자를 지급할 필요가 없다. ② 시효기간중에 권리를 침해한 자는 시효로 권리를 취득하는 자에 대하여 불법행위의 책임을 진다. ③ 시효기간중에 시효로 권리를 취득하는 자가 그의 권리에 관하여 한 처분은 유효하며, 반대로 시효로 권리를 상실한 자의 처분은 무효가 된다.

## 같이 보기
- 취득시효
- 소멸시효
- 공소시효